# Тотальное облучение тела (метод лечения)
Тотальное облучение тела (ТОТ) — это форма лучевой терапии, которая чаще всего применяется как составная часть режима подготовки (кондиционирования) к процедуре пересадки костного мозга или к процедуре пересадки гемопоэтических стволовых клеток. Как следует из названия, ТОТ предусматривает облучение ионизирующей радиацией всего тела пациента. Вместе с тем, современные протоколы проведения ТОТ нередко предусматривают частичное экранирование лёгких, с целью снижения риска радиационного поражения лёгких (острого или хронического лучевого пневмонита).

## Цель
Тотальное облучение тела перед пересадкой костного мозга или гемопоэтических стволовых клеток служит цели полностью уничтожить или, по крайней мере, значительно подавить активность иммунокомпетентных клеток организма реципиента, с тем, чтобы уменьшить вероятность реакции отторжения трансплантата. Кроме того, эта процедура преследует также цель полностью уничтожить костный мозг реципиента или, по крайней мере, значительно снизить популяцию собственных гемопоэтических стволовых клеток в его костном мозгу, чтобы физически освободить место для хоуминга и приживления клеток трансплантата. Попутно большие дозы ионизирующего облучения могут способствовать уничтожению (эрадикации) резидуальных опухолевых клеток в организме реципиента. Это также может способствовать успешности пересадки.

## Дозы
Дозы ионизирующего излучения, обычно используемые при подготовке (кондиционировании) реципиента к процедуре пересадки костного мозга или гемопоэтических стволовых клеток, варьируют от 10 Грей до более чем 12 Грей. Для сравнения, доза 4,5 Грей, полученная за короткий срок (сутки или несколько суток), смертельна для более чем 50 % получивших её людей, без активной и агрессивной медицинской помощи и ухода.
С целью уменьшения острой и хронической токсичности ионизирующего излучения для пациента, общую дозу ТОТ (10-12 Грей и более) в современной онкологической и гематологической практике обычно фракционируют (разделяют на несколько фракций, или дозовых порций, а не дают за один приём).
Такая практика основана на том, что ещё в ранних исследованиях по пересадке костного мозга было показано, что фракционирование дозы ТОТ уменьшает острую и хроническую токсичность ТОТ для пациента, позволяет дать несколько бо́льшую дозу ТОТ, и приводит к лучшим клиническим исходам процедуры трансплантации (даёт более высокий процент как общей, так и безрецидивной выживаемости), по сравнению с выдачей всей назначенной дозы ТОТ в один приём.
Этот эффект связан с тем, что интервал между фракциями облучения (обычно пол-суток при режиме облучения «ежедневно 2 раза в день», или сутки при режиме облучения «ежедневно один раз в день», реже — 48 часов при более редко применяемом режиме облучения «через день») позволяет нормальным здоровым тканям пациента отчасти восстановиться, устранить часть радиационных повреждений. В то же время суммарная доза ионизирующей радиации при фракционированном ТОТ достаточно велика, чтобы конечный результат облучения в таком режиме для костного мозга и для иммунной системы реципиента был таким же, как и при выдаче всей дозы облучения в один приём — то есть, полное разрушение или, по крайней мере, глубокое подавление костного мозга реципиента, создающее физическое место для хоуминга трансплантированных стволовых клеток, плюс полное разрушение или, по крайней мере, глубокое подавление иммунной системы реципиента, предотвращающее или сильно снижающее риск отторжения трансплантата, плюс, возможно, уничтожение резидуальных опухолевых клеток в организме реципиента.
При использовании не-миелоаблативных режимов подготовки к пересадке костного мозга или гемопоэтических стволовых клеток, применяемые дозы ТОТ существенно ниже (обычно около 2-4 Грей). Такие дозы не вызывают полного разрушения костного мозга реципиента, однако по-прежнему способны обеспечить значительную иммуносупрессию, достаточную для успешного приживления донорского трансплантата.

## Показания
Помимо использования в качестве компонента подготовки к пересадке костного мозга или гемопоэтических стволовых клеток, ТОТ также исследовалась в качестве возможного метода лечения пациентов с саркомой Юинга с высоким риском рецидива.
Однако позднее было показано, что применение ТОТ при саркоме Юинга приводит только к проявлениям дополнительной токсичности и побочных эффектов ионизирующего излучения, и не улучшает контроль заболевания или результаты лечения, как ближайшие, так и отдалённые.
Как следствие, ТОТ сейчас стандартно не используется при лечении саркомы Юинга, за исключением экспериментальных протоколов клинических исследований.

## Побочные эффекты

### Острые

#### Тошнота, рвота, гипорексия или анорексия
Тошнота, рвота, снижение или отсутствие аппетита (гипорексия или анорексия) являются наиболее частыми среди острых («ранних») побочных эффектов ТОТ. Они могут проявиться в первые часы или первые несколько дней после облучения, а иногда — в первый же час. Однако современные противорвотные средства (антиэметики), такие, например, как ондансетрон, очень эффективны в профилактике и купировании этого осложнения.

#### Металлический привкус во рту
Металлический привкус во рту также является одним из наиболее частых и типичных «ранних» побочных эффектов высоких доз ионизирующей радиации.

#### Острый лучевой стоматит, паротит, конъюнктивит или полимукозит
Острый лучевой стоматит или паротит, острый лучевой конъюнктивит, реже — острый лучевой полимукозит или даже панмукозит (воспаление сразу многих или даже всех слизистых оболочек) часто развивается уже в первые дни после начала ТОТ, например, на 2-3-й день при фракционированном облучении. Воспаление слизистых оболочек и слюнных желёз может сопровождаться настолько сильной болью, что может потребовать применения опиатов или опиоидов.

#### Лучевая эритема кожи
Лучевая эритема (покраснение) кожи, или «радиационный загар», в целом не характерна для побочного действия ТОТ (в отличие, например, от того, что наблюдалось у первых пострадавших от Чернобыльской катастрофы). Это связано с тем, что для ТОТ используются глубоко проникающие в ткани высокоэнергетические фотоны — либо гамма-излучение от кобальтовой пушки, либо мегаэлектронвольтное жёсткое рентгеновское излучение от медицинского линейного ускорителя. Поэтому кожа получает относительно небольшую дозу облучения.
Ещё менее характерны для ТОТ (очень маловероятны, практически невозможны при соблюдении правильной технологии проведения ТОТ) лучевые ожоги кожи. В то же время известно, что при проведении локальной лучевой терапии солидных опухолей, местные лучевые ожоги и даже местные лучевые некрозы кожи и мягких тканей в конце курса встречаются достаточно часто. Это связано с тем, что при проведении локальной лучевой терапии суммарная местная доза ионизирующего излучения значительно выше (типичные значения — порядка 40 Грей на курс, в зависимости от типа опухоли, специфики её расположения, размеров, стадии и т. п.). Соответственно, выше и доза, приходящаяся местно на здоровые мягкие ткани и кожу.
Вместе с тем, эритема кожи может быть побочным эффектом некоторых химиопрепаратов, применяемых при кондиционировании для пересадки костного мозга или гемопоэтических стволовых клеток.

#### Лучевая диарея, острый лучевой гастроэнтероколит
Лучевая диарея также является частым и предсказуемым побочным эффектом ТОТ. Она достаточно успешно контролируется применением стандартных антидиарейных средств, таких, как лоперамид. Однако порой встречаются и более грозные желудочно-кишечные осложнения ТОТ, такие, как острый лучевой гастрит, острый лучевой энтерит или острый лучевой колит, в любом сочетании, вплоть до тотального поражения всей пищеварительной трубки (острого лучевого гастроэнтероколита). При этих осложнениях может наблюдаться кровотечение из соответствующих отделов ЖКТ, например, кровавая рвота или кровавый понос.

#### Головная боль, головокружение, шум в ушах, нарушения равновесия
Головокружение, головная боль, шум в ушах, нарушения равновесия часто встречаются в первые часы и дни после ТОТ. Предполагается, что эти побочные эффекты связаны с раздражением мозговых оболочек, а также волосковых клеток улитки и лабиринта обильно высвобождающимися под действием ионизирующей радиации свободными радикалами. Вместе с тем, необратимые поражения вестибулярного органа и/или органа слуха для ТОТ не характерны (в отличие, например, от цисплатина и других противоопухолевых препаратов платины, или от высоких локальных доз ионизирующей радиации на органы слуха и равновесия при местном лучевом лечении опухолей головы и шеи).
Грубые неврологические побочные эффекты, такие, как судороги или потеря сознания (кома), при правильном проведении ТОТ, соблюдении режима дозирования, не должны наблюдаться. Однако они систематически наблюдаются при воздействии разовых доз ионизирующего облучения свыше 25 Грей на ЦНС (например, как один из поражающих факторов ядерного взрыва).

#### Иммуносупрессия и связанные с ней инфекционные осложнения
Иммуносупрессия занимает особое место среди ранних побочных эффектов ТОТ. С одной стороны, целью применения ТОТ является именно достижение достаточно глубокой степени иммуносупрессии — такой, которая бы позволила осуществить пересадку пациенту донорского костного мозга или донорских гемопоэтических стволовых клеток, и предотвратить или, по крайней мере, значительно снизить степень риска немедленного отторжения трансплантата. С другой же стороны, чрезмерная иммуносупрессия создаёт риск инфекционных осложнений, в том числе опасных и даже смертельных.

#### Миелосупрессия и связанные с ней осложнения
Миелосупрессия, вызванная ТОТ, также является, с одной стороны, частью её желаемого терапевтического эффекта (так как физически «высвобождает место» в трубчатых костях пациента для хоуминга и последующего приживления трансплантата), а с другой — вызывает анемию и тромбоцитопению. Тромбоцитопения обычно более выражена, чем анемия, и более опасна, так как создаёт риск внезапных кровотечений и кровоизлияний, в том числе внутренних.

#### Физическая слабость, повышенная утомляемость
Физическая слабость и утомляемость также являются частыми ранними побочными эффектами ТОТ.

### Хронические

#### Замедление роста, полового созревания, физического и психического развития детей и подростков
У детей и подростков, перенёсших ТОТ, может наблюдаться замедление роста, физического и психического развития, торможение полового созревания.

#### Недостаточность щитовидной железы
Одним из частых «поздних» побочных эффектов ТОТ является развитие гипотиреоза (недостаточности щитовидной железы). Этот эффект может проявиться спустя много лет после ТОТ.

#### Развитие лучевых катаракт хрусталика
Развитие лучевых катаракт хрусталика после ТОТ встречается часто, особенно в тех случаях, когда, помимо ТОТ, для обеспечения иммуносупрессии пациент получал глюкокортикоиды, а также в случаях, когда применялись высокие суммарные или разовые (фракционные) дозы ТОТ, либо вообще не применялось фракционирование (вся назначенная доза ТОТ давалась в один сеанс).

#### Интерстициальный пневмонит
Интерстициальный пневмонит является одним из наиболее грозных осложнений ТОТ, и частой причиной смертности после ТОТ. Именно низкая лучевая толерантность лёгких ограничивает максимальную разовую и суммарную дозу облучения при ТОТ. Интерстициальный пневмонит чаще развивается в тех случаях, когда применялись высокие суммарные или разовые (фракционные) дозы ТОТ, либо вообще не применялось фракционирование (вся назначенная доза ТОТ давалась в один сеанс), а также если не применялось частичное экранирование лёгких (ограничение дозы, получаемой именно лёгкими).

#### Вено-окклюзивная болезнь печени и лучевой гепатит
Сама по себе печень является достаточно радиационно толерантным органом. Поэтому лучевой гепатит при проведении ТОТ встречается нечасто (значительно реже, чем при локальном лучевом лечении опухолей брюшной полости и особенно гепатобилиарной зоны, когда печени достаётся значительно бо́льшая локальная доза облучения, чем при ТОТ). Однако с увеличением суммарной и разовой фракционной дозы ТОТ растёт риск вено-окклюзивной болезни печени. Поэтому при ТОТ часто применяют частичное экранирование печени (например, делают так, чтобы печень получила на 10 % меньшую интегральную дозу, чем прочие ткани).

#### Лучевое поражение почек
Лучевое поражение почек при ТОТ может проявляться острым, подострым или хроническим лучевым нефритом, бессимптомной протеинурией или артериальной гипертензией. Важное значение в профилактике этого осложнения ТОТ имеет ограничение интегральной дозы, получаемой почками (за счёт ли снижения суммарной дозы ТОТ как таковой, или за счёт частичного экранирования почек).

#### Влияние на фертильность
Сама по себе процедура пересадки костного мозга или гемопоэтических стволовых клеток, вне зависимости от применяемого режима подготовки (кондиционирования) к ней — только ли высокодозная химиотерапия, только ТОТ, или же комбинация химиотерапии и ТОТ — чаще всего приводит к полной утрате фертильности как у мужчин, так и, в особенности, у женщин. Вместе с тем, режимы кондиционирования, включающие ТОТ, отличаются доказанно большей гонадотоксичностью и более высоким риском полной утраты фертильности. Так, восстановление менструальной функции, то есть гормональной функции яичников после кондиционирования, включающего ТОТ, наблюдается лишь у 10-14 % женщин, перенёсших эту процедуру. Процент же успешных беременностей у пациенток, подвергавшихся ТОТ в процессе подготовки к пересадке костного мозга или к пересадке гемопоэтических стволовых клеток, не превышает 2 %.
Несколько лучше обстоит дело с сохранностью функции яичек у мужчин. Согласно имеющимся данным, постепенное восстановление гормональной функции яичек у мужчин, перенёсших ТОТ, наблюдается менее чем в 20 % случаев. Однако этот процент всё равно выше, чем процент женщин, успешно сохранивших овариальную функцию после ТОТ.
Способы обхода этой проблемы включают в себя заблаговременное, до начала процедуры ТОТ и/или химиотерапии, замораживание (криопрезервацию) ткани яичников или криопрезервацию яйцеклеток для женщин, криопрезервацию спермы для мужчин, и криопрезервацию эмбрионов на ранних стадиях развития — для обоих полов. Снизить (но не полностью устранить) риск проявления гонадотоксичности и риск полной утраты фертильности после процедуры ТОТ и/или химиотерапии может также заблаговременное, до процедуры, временное «выключение» функции гонад («временная химическая кастрация») с помощью агонистов GnRH.